# Maurice Parmelee
Maurice Parmelee, född 20 oktober 1882 i Istanbul, död 1969, var en amerikansk ekonom, sociolog, kriminolog, kulturhistoriker, filosof och författare.

## Biografi
Sina första tolv år tillbringade Maurice Parmelee i Istanbul, där hans föräldrar, läkaren Moses Payson Parmelee och Julia Farr, var protestantiska missionärer. På grund av oroligheter tvingades han, föräldrarna, och syskonen Julius och Ruth 1896 återvända till USA. De bosatte sig i New York, där han studerade vid Oberlin College.
Han blev M.A. i ekonomi vid Yale University år 1908 och Ph.D. 1909 vid Columbia University. Mellan 1909 och 1917 forskade han vid Syracuse University, University of Kansas, University of Missouri, College of the City of New York och University of Minnesota.
Han skrev The Principles of Anthropology and Sociology in Their Relations to Criminal Procedure (1908) som blev grund för hans kurser i kriminologi. Senare skrev han en introduktion till och deltog i översättningen av Cesare Lombrosos Crime: Its Causes and Remedies (1911),  Han har kommit att betraktas som grundaren av den moderna kriminologin i USA, sedan han påvisat brister i äldre teorier. År 1918 skrev den första vetenskapliga texten i kriminologi i USA.
Under tidigt 1920-tal arbetade han för USA:s regering. Han blev USA:s representant för War Trade Board i London. Mellan 1920 och 1923 arbetade han som ekonom på Department of State och som ekonomisk konsul i Berlin.
År 1923 avslutade han sitt arbete för regeringen och ägnade tolv år att resa runt i världen. Han arbetade då med egen forskning och som fri författare inom ett otal ämnen, bland annat ”economic warfare”, fattigdom, sexualitet, bolsjevism, fascism och ”world government”. 
I Tyskland, Frankrike och Spanien studerade han den nya och växande rörelsen av social nakenhet ur ett antropologiskt, psykologiskt och sociologiskt perspektiv. Vintern 1923–24 skrev han boken The New Gymnosophy, publicerad 1927. 
Han gifte sig 1930 med Hedwig Steinborn från Tyskland och samma år deltog han vid bildandet av American Gymnosophical Association. 
Han återvände 1935 till sitt arbete på regeringskansliet, först som ekonom vid jordbruksdepartementet, år 1939 på Division of Monetary Economics of the Treasury Department, 1940 på Department of Interior, 1941 på Board of Economic Warfare och 1942-1952 på Railroad Retirement Board. 
Under sin tid på Board of Economic Warfare blev han anklagad för omstörtande verksamhet av kongressledamoten Martin Dies. Detta var grundat på hans böcker om socialism och nudism, och ledde till att han förlorade sin anställning. 
På Railroad Retirement Board kom Parmelee åter att granskas, nu av “the Kerr Committee”, del av ”the House Appropriations Committee”, men han befanns oskyldig, och kunde fortsätta arbetet fram till sin pension 1952. Efter pensionen återupptog han sina resor i världen och avslutade den bok som han själv omtalade som sitt "magnum opus", The History of Modern Culture. 
Maurice Parmelee var gift tre gånger och hade en dotter, Judith Parmelee Hudson, född 1938.